# الحرب العظمى من أجل الحضارة
الحرب العظمى من أجل الحضارة: غزو الشرق الأوسط هو كتاب نشره الصحفي الإنجليزي روبرت فيسك عام 2005. يستند الكتاب إلى العديد من المقالات التي كتبها فيسك عندما كان يعمل كمراسل في الشرق الأوسط لصحيفتي التايمز والإندبندنت. يدور الكتاب حول عدة مواضيع رئيسية تتعلق بتاريخ الشرق الأوسط الحديث: الصراع العربي الإسرائيلي، والغزو السوفيتي لأفغانستان، وحروب الخليج، والحرب الأهلية في الجزائر، بالإضافة إلى موضوعات إقليمية أخرى مثل الإبادة الجماعية للأرمن. الحرب العظمى من أجل الحضارة هو ثاني كتاب كتبه فيسك عن الشرق الأوسط. أولها، ويلات وطن، (نيشن بوكس، 2002) كان عن الحرب الأهلية اللبنانية.
يُفصِّل كتاب فيسك رحلاته إلى العديد من النقاط الساخنة في الشرق الأوسط، مثل العراق وإيران خلال الحرب العراقية الإيرانية ومقابلاته العديدة مع القادة والناس العاديين. يوفر فيسك أيضًا الكثير من السياق التاريخي لهذه الصراعات.
ينتقد فيسك في الكتاب ما يعتبره سياسة خارجية بريطانية وأمريكية منافقة ومنحازة في الشرق الأوسط، خاصة فيما يتعلق بالصراع العربي الإسرائيلي وغزو العراق عام 2003. وزعم أن قادة كلا البلدين عمدا تضليل العالم بشأن دوافعهم لغزو العراق عام 2003.
يأتي اسم الكتاب من ميدالية الحملة التي حصل عليها والد فيسك لخدماته في الحرب العالمية الأولى. شهدت آثار الحرب العالمية الأولى إنشاء معظم حدود الشرق الأوسط الحديث، بعد تقسيم الإمبراطورية العثمانية.

## محتويات

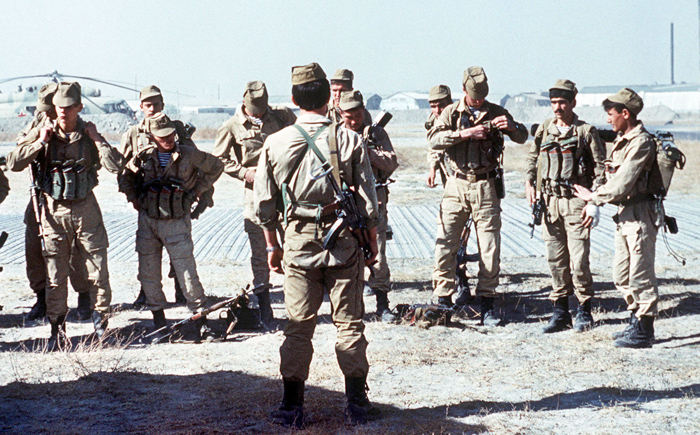
يركز الفصلان الأولان من الكتاب على روايات فيسك الأولى عن العام الأول للحرب السوفيتية الأفغانية. أعلاه، السوفياتي سبيتسناز يستعد لعملية عسكرية.

1. "أحد إخواننا كان يحلم ..." حول أول مقابلة أجراها فيسك عام 1996 مع زعيم القاعدة أسامة بن لادن في جبال أفغانستان. عنوان الفصل مشتق من بن لادن الذي أوضح أن أحد مقاتليه كان يحلم فيسك، مرتديًا رداء ولحية، والذي كان يقترب منهم على ظهر حصان، مما يدل على أنه كان، بحسب بن لادن، «مسلم حقيقي». فهم فيسك هذه العلاقة بالحلم على أنها محاولة من بن لادن لاعتناقه الإسلام.
2. إنهم يطلقون النار على الروس حول الغزو السوفيتي لأفغانستان عام 1980 حيث يسرد فيسك الكثير من المشاكل التي واجهها الاتحاد السوفيتي في التعامل مع المجاهدين الأفغان عندما دخلوا البلاد بالإضافة إلى التأثير الحافز للغزو في تجنيد الآلاف من المقاتلين المسلمين الأجانب في البلاد وعودة ظهور التطرف الإسلامي في البلاد.
3. جوقات قندهار هي في الأساس استمرار للفصل الثاني.
4. يبدأ حائكو السجاد مع وكالة المخابرات المركزية الأمريكية والانقلاب الإيراني الناجح لجهاز المخابرات السرية (MI6) عام 1953، والإطاحة برئيس وزراء إيران المنتخب ديمقراطياً، محمد مصدق. من هناك ، ينتقل إلى الأحداث التي أدت إلى الثورة الإيرانية عام 1979 والأحداث اللاحقة التي أطاحت بمحمد رضا بهلوي.

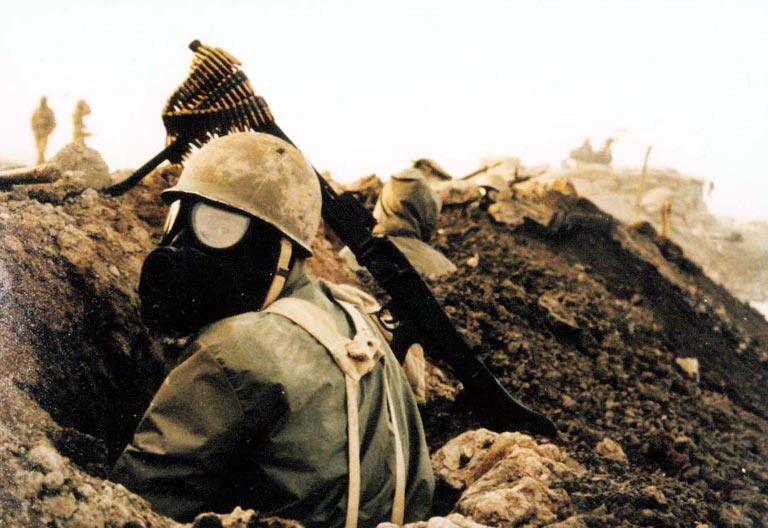
جندي إيراني يرتدي قناع غاز أثناء الحرب العراقية الإيرانية.

5-8. الطريق إلى الحرب والفصول اللاحقة حرب الزوبعة،الحرب ضد الحرب والقطار السريع إلى الجنة وشرب الكأس المسموم تتناول العراق البعثي، معارك إيران والعراق في الثمانينيات (بما في ذلك حرب الناقلات)، استخدام إيران من هجمات الموجة البشرية، واستخدام صدام للأسلحة الكيماوية ضد إيران، وأدوار الولايات المتحدة والحكومات الغربية الأخرى في الصراع، وانتهاء الحرب.
9. حكم عليه بالإعدام هو رواية فيسك لوالده بيل فيسك أثناء خدمته في الجيش البريطاني خلال الحرب العالمية الأولى وقراره الصعب برفض المشاركة كعضو في فرقة إعدام أُمرت بإعدام جندي آخر.
10. الهولوكوست الأولى مكرسة لموضوع الإبادة الجماعية للأرمن. عنوانها مشتق من حقيقة أن الإبادة الجماعية التي نظمتها حكومة الإمبراطورية العثمانية، حدثت في عام 1915، قبل عدة عقود من الهولوكوست اليهودي. في ذلك، يقدم فيسك السياق التاريخي للإبادة الجماعية للأرمن ويتضمن مقابلاته العديدة مع الناجين من الإبادة الجماعية الذين يعيشون في لبنان وأرمينيا. ينتقد فيسك بشدة الموقف الإنكار للحكومة التركية، خليفة الإمبراطورية العثمانية، وكذلك حكومتي إسرائيل والمملكة المتحدة لرفضهما الاعتراف بالمذابح وعمليات الترحيل على أنها إبادة جماعية.
11-13. خمسون ألف ميل من فلسطين والفصول اللاحقة الحرب الاستعمارية الأخيرة و الفتاة والطفل والحب مكرسة للصراع العربي الإسرائيلي منذ الثمانينيات فصاعدًا. تتناول الفصول مقتل المدنيين من الجانبين والتفجيرات الانتحارية ومعاملة الحكومة الإسرائيلية للشعب الفلسطيني. الكثير من هذه الفصول مفصّلة أيضًا بالتغطية الإعلامية للنزاع والمصطلحات المستخدمة من قبلهم لوصف كلا الجانبين، وعلى الأخص كلمة «إرهابي».
14. أي شيء للقضاء على الشيطان ... يركز بإيجاز على ثورة التحرير الجزائرية واستخدام التعذيب والإرهاب من قبل كل من الجيش الفرنسي وجبهة التحرير الوطني في حرب 1954-1962. بعد الانسحاب الفرنسي واستقلال الجزائر، يعرض الكتاب تفاصيل الصراع الداخلي على السلطة بين الفصائل العلمانية والإسلامية ويستمر في هذا الموضوع في الحرب الأهلية الجزائرية التي بدأت في عام 1991.
15. يقدم إدانة الكوكب تقريرًا عن شاهد عيان عن حرب الخليج. كان فيسك متمركزًا في الصحراء مع قوات الحلفاء ويشير إلى انسحاب القوات العراقية من الكويت وما تلاها من ذبحهم بقصف جوي على طريق الموت السريع خلال الحملة الجوية في حرب الخليج.
16. تصف الخيانة قمع انتفاضات 1991 في العراق من قبل الحكومة العراقية والتي شجعها جورج إتش دبليو بوش ووكالة المخابرات المركزية ولكن لم يدعمها.
17. أرض القبور يشير الجناس في عنوان الفصل إلى تداعيات عقوبات الأمم المتحدة على العراق على السكان المدنيين.
18. يتعامل الطاعون مع الأمراض غير العادية التي ابتليت بها الجماهير العراقية بعد الحرب.
19. الآن ازدهر صانعي الأسلحة... هو توغل في عالم صانعي تجارة الأسلحة من «جميع الجنسيات والأديان والحماقات والأسباب والجرائم».
20. حتى للملوك، يأتي ... هو تحليل لأفعال الملك حسين ملك الأردن والرئيس السوري حافظ الأسد. الأول وهو حاكم مثير للجدل، كان رعاياه يهتفون به ويصرخون على نعشه أثناء مراسم دفنه، يوضع إلى جانب «أسد دمشق»، الذي يُنظر في مجزرة حماة.
21. لماذا ؟ يحاول إيجاد تفسير لهجمات 11 سبتمبر 2001.
22. ويلقي يموت يفحص التحركات الدبلوماسية والإعلامية التي أدت إلى عملية حرية العراق.
23. الكلب الذري، المدمر، الحريق العمد، الجمرة الخبيثة، المعاناة و أجاممنون يصف بالتفصيل الاضطرابات التي صاحبت احتلال العراق وعاصمته بغداد.
24. في البرية هو الفصل الأخير من الكتاب. ويعطي فكرة عن التحديات التي واجهتها سلطة الإئتلاف المؤقتة في العراق، وتقارير عن اغتيال رئيس الوزراء اللبناني رفيق الحريري، التي شهدها فيسك.
ينتهي الكتاب، كما بدأ، في «قرية لوفينكورت الصغيرة على نهر السوم»، حيث قاتل والد روبرت فيسك. لا يُقصد بهذا فقط تكريم بيل فيسك، ولكنه أيضًا تذكير ضمني بإحدى الأفكار المهيمنة في الكتاب: الوضع المتقلب في الشرق الأوسط هو نتيجة للترتيبات السياسية التي تم التوصل إليها في أعقاب الحرب العالمية الأولى..
يحتوي العمل على تسلسل زمني للشرق الأوسط، بدءًا من مولد النبي محمد وانتهاءً في عام 2005، عام الإصدار البريطاني للكتاب، بعبارة: «قرار مجلس الأمن التابع للأمم المتحدة رقم 242 لعام 1968 - الداعي إلى انسحاب إسرائيل من الأراضي المحتلة - لم تتحقق بعد.»